# Jucăria 3
Jucăria 3 (în engleză Child's Play 3) este un film slasher american din 1991 și al treilea film din franciza Child's Play⁠(d). Regizat de Jack Bender⁠(d) în baza unui scenariu de Don Mancini⁠(d), acesta îi are în distribuție pe Justin Whalin⁠(d), Perrey Reeves⁠(d), Jeremy Sylvers, Travis Fine⁠(d), Dean Jacobson, Dakin Matthews⁠(d), Andrew Robinson și Brad Dourif. Deși a fost lansat la doar nouă luni după Jucăria 2, povestea are loc la opt ani după evenimentele din acel film și cu o lună înainte de evenimentele din Mireasa lui Chucky, realizat șapte ani mai târziu. Producătorul executiv a fost David Kirschner⁠(d), implicat și în primele două proiecte ale seriei de filme.
Filmul a devenit cunoscut în Regatul Unit, după ce s-a sugerat că a inspirat uciderea lui James Bulger⁠(d) și a Suzannei Capper⁠(d), însă aceste speculații au fost respinse de ofițerii care investigau ambele cazuri.

## Intriga
La opt ani de la evenimentele din al doilea film, în care Chucky a fost distrus, compania Play Pals reia producția jucăriilor Good Guy și redeschid fabrica abandonată. O picătură de sânge din cadavrul topit al lui Chucky este amestecat accidental cu plasticul folosit pentru a produce păpușile, iar acesta revine la viață într-o gazdă nouă. Chucky este dăruit directorului general al Play Pals, domnul Sullivan. Jucăria îl sugrumă, iar apoi folosește bazele de date ale computerului pentru a-l găsi pe Andy Barclay.
În vârstă de 16 ani, Andy a fost trimis la Academia Militară din Kent. Colonelul Cochrane, comandantul școlii, îl sfătuiește pe Andy să-și uite „fanteziile” despre păpușa ucigașă. Adolescentul se împrietenește cu cadeții Harold Aubrey Whitehurst, Ronald Tyler - un cadet de doar 8 ani - și Kristin DeSilva, de care se îndrăgostește. De asemenea, îl întâlnește pe Brett C. Shelton, un locotenent-colonel sadic care îi agresează în mod obișnuit pe cadeți.
Lui Tyler i se cere să livreze un pachet în camera lui Andy. Acesta realizează că pachetul conține o păpușă Good Guy și o duce la pivniță pentru a o deschide. Chucky iese din pachet și este deranjat că nu se află în prezența lui Andy, dar când își dă seama că poate poseda trupul primei persoane căreia îi dezvăluie adevărata sa identitate. Înainte ca acesta să-și inițieze ritualul, Cochrane îi întrerupe și confiscă păpușa, pe care o aruncă într-un camion de gunoi. Totuși, Chucky reușește să îl atragă pe șofer în compactorul camionului și îl strivește cu aparatul.
La noapte, Chucky îl atacă pe Andy și îi dezvăluie planurile sale de a prelua controlul asupra trupului lui Tyler. Înainte ca acesta să poată riposta, Shelton intră și confiscă jucăria. Adolescentul se strecoară în camera acestuia pentru a-l recupera, dar Shelton se trezește și descoperă că păpușa lipsește. Bănuind că aceasta a fost furată, Shelton îi obligă pe toți cadeții să execute exerciții drept pedeapsă. Chucky încearcă din nou să obțină trupul lui Tyler, ar sunt întrerupți de DeSilva și colegul cadet Ivers. Mai târziu, jucăria îl sperie pe colonelul Cochrane, iar acesta suferă un infarct fatal. În dimineața următoare, Andy încearcă să-l convingă pe Tyler că Chucky este rău, dar Tyler refuză să-l creadă. Între timp, Chucky îl ucide pe frizerul academiei - sergentul Botnick - căruia îi secționează gâtul cu un brici. Whitehurst este martor la crimă și părăsește zona speriat.
Academia militară organizează exercițiile militare⁠(d) anuale în ciuda morții lui Cochrane, iar cadeții școlii sunt împărțiți în două echipe - una roșie și una albastră. Andy și Shelton sunt ambii repartizați în echipa albastră. Fără ca aceștia să știe, Chucky a înlocuit gloanțele de vopsea ale celeilalte echipe cu muniție reală. Când începe simularea, Chucky îl izolează pe Tyler de echipa sa. Într-un final, tânărul realizează că jucăria este rea și o înjunghie cu un cuțit de buzunar și încearcă să-l găsească pe Andy. În următoarea scenă, Chucky o atacă pe DeSilva și o ține ostatică; îl obligă pe Andy să facă un schimb de prizonieri - Tyler pentru DeSilva. Echipa albastră și echipa roșie încep exercițiile militare, iar în timpul schimbului de focuri, Shelton își pierde viața. În tot acest haos, Tyler reușește să scape. Chucky aruncă grenadă între cadeți, iar Whitehurst se aruncă deasupra ei, sacrificându-se pentru a-i salva pe ceilalți.
Andy și Kristin îi urmăresc pe cei doi până într-un parc de distracții organizat în cadrul unui carnaval din apropiere. Chucky ucide un paznic, îl răpește pe Tyler și o împușcă pe Kristin în picior. Rămas de unul singur, Andy trebuie să-l oprească din a-și transfera sufletul în trupul lui Tyler. După o luptă îndelungată, lui Chucky îi este secționată o mână, iar apoi este aruncat într-un ventilator metalic masiv, care îl rupe în bucăți. În ultima scenă, Andy este luat în custodia poliției pentru interogare, în timp ce DeSilva este dusă de urgență la spital.

## Distribuție
- Justin Whalin - Andy Barclay
- Perrey Reeves - Kristin De Silva
- Jeremy Sylvers - Ronald Tyler
- Travis Fine - cadetul lt. col. Brett C. Shelton
- Dean Jacobson -Harold Aubrey Whitehurst
- Brad Dourif - vocea lui Chucky⁠(d)
- Peter Haskell - Sullivan
- Dakin Matthews - col. Francis Cochrane
- Andrew Robinson - sergentul Botnick
- Burke Byrnes - sergentului Clark
- Matthew Walker - Ellis
- Donna Eskara - Jackie Ivers
- Edan Gross - vocea păpușii Good Guy
- Terry Wills - gunoier
- Richard Marion - Patterson
- Laura Owens - directoare
- Ron Fassler - Petzold
- Michael Chieffo - gardian
- Henry G. Sanders - maior
- Catherine Hicks - Karen Barclay (fotografie)